# ПФС (Севастополь)
ПФС (скорочено від Пляжно-футзальний союз) — український футзальний клуб з Севастополя. Заснований в 2007 році, після сезону 2010/2011 припинив своє існування.

## Історія
У футзал команда «ПФС» почала грати в 2007 році, коли керівництво клубу ухвалило рішення заявити команду в першу лігу для того, щоб футболисти, які влітку грають в пляжний футбол, мали подібну ігрову практику і в осінньо-зимовий період. З п'ятнадцяти матчів першості у дебютному сезоні «ПФС» програв чотирнадцять, вигравши лише один матч проти «ЛТК-2» з рахунком 3:0. В 1/16 фіналу Кубку України жереб звів севастопольський клуб з донецьким «Шахтарем». Матч закінчився з рахунком 13:0 на користь «гірників».
Сезон 2007/2008 підопічні Валерія Чалого завершили в першій лізі (Східна зона) на другому місці, але, отримавши путівку у вищу лігу, у зв'язку з важким матеріальним становищем клуб опинився на межі зникнення. Лише в середині серпня, завдяки стивідорній компанії «Авліта», що входить в групу «System Capital Management», команда отримала гарантії існування та участі в наступному сезоні у вищій лізі.
Дебютний сезон у вищій лізі команда закінчила на 10-му місці. В сезоні 2010/2011 чемпіонат проводився по новій схемі: в регулярному чемпіонаті «ПФС» посів 9-те місце, а на стадії плей-оф 6-те. Після цього сезону СК «Авліта» відмовилася надалі спонсорувати команду, після невдалих пошуків нових інвесторів, через неможливість фінансувати команду самотужки, Сергій Гоголинський вирішив розформувати клуб.
Команда також брала участь у чемпіонаті України з пляжного футболу.

## Виступи в Чемпіонатах України з футзалу
| Сезон                 | Ліга                  | Місце                 | І    | В   | Н   | П    | РМ          | О    |
| --------------------- | --------------------- | --------------------- | ---- | --- | --- | ---- | ----------- | ---- |
| 2007/08               | Перша (Схід)          | 6                     | 15   | 1   | 0   | 14   | 31-64       | 3    |
| 2008/09               | Перша (Схід)          | 2                     | 14   | 7   | 4   | 3    | 58-41       | 25   |
| 2009/10               | Вища                  | 10                    | 32   | 7   | 4   | 21   | 44-93       | 25   |
| 2010/11               | Вища/Плей-оф          | 9/6                   | 18/9 | 3/0 | 1/5 | 14/4 | 34-76/20-31 | 10/5 |
| Загалом в першій лізі | Загалом в першій лізі | Загалом в першій лізі | 29   | 8   | 4   | 17   | 89-105      | 28   |
| Загалом у вищій лізі  | Загалом у вищій лізі  | Загалом у вищій лізі  | 59   | 10  | 10  | 39   | 98-200      | 40   |
| Загалом за історію    | Загалом за історію    | Загалом за історію    | 88   | 18  | 14  | 56   | 187-305     | 68   |

## Виступи в Кубку України з футзалу
| Сезон   | Досягнення   | І | В | Н | П | РМ   |
| ------- | ------------ | - | - | - | - | ---- |
| 2007/08 | Виліт в 1/16 | 1 | 0 | 0 | 1 | 0-13 |
| 2008/09 | Виліт в 1/16 | 1 | 0 | 0 | 1 | 0-2  |
| 2010/11 | Вихід в 1/16 | 1 | 0 | 0 | 1 | 1-2  |
| Загалом | Загалом      | 3 | 0 | 0 | 3 | 1-17 |

## Рекорди
- Найбільша перемога у Вищій лізі: 7:1 («Єнакієвець» Єнакієве, 27 листопада 2010 року, Севастополь)
- Найбільша поразка у Вищій лізі: 3:11 («Ураган» Івано-Франківськ, 26 жовтня 2010 року, Севастополь)
- Найбільша поразка в Кубку України: 0:13 («Шахтар» Донецьк, 4 листопада 2007 року, Севастополь)

## Відомі гравці
- Олег Безуглий
- Роман Козюта
- Олександр Шамотій